# ECカレント
ECカレント（イーシーカレント）は、株式会社ストリーム（英: Stream Co., Ltd.）が運営するインターネットの通信販売を主とした家電小売店である。
ベスト電器のフランチャイズに加盟しておりベスト電器から商品供給を受けていた。ベスト電器がヤマダデンキに統合された後は引き続きヤマダデンキのフランチャイズに加盟している。2022年1月期には商品仕入れの94.6％をヤマダデンキに依存している。

## 沿革
- 1999年（平成11年）7月23日
  - 会社設立。
  - ECサイト「Sunshine」開店
- 2002年（平成14年）1月 - 店舗名を「Sunshine」から「ECカレント」に改名する。
- 2005年（平成17年）8月 - ベスト電器と資本・業務提携。
- 2007年（平成19年）2月20日 - 東京証券取引所マザーズ市場上場。
- 2009年（平成21年）2月 - 株式会社イーベストを子会社化。
- 2009年（平成21年）3月 - 株式会社ソフトクリエイトからインターネット通販事業部門を譲受。株式会社特価COMを設立。
- 2011年（平成23年）11月 - 本社を東京都港区芝へ移転。
- 2014年（平成26年）2月 - 株式会社エックスワンを子会社化。
- 2018年（平成30年）6月 - 市場選択制度により東京証券取引所第二部に市場変更。

## 株式会社ストリーム
1999年に在日中国人の劉海涛が中国向けのPC及び周辺機器販売を目的として、東京都文京区湯島に設立したインターネット通販企業で、2000年に立ち上げたECサイト『Sunshine』を2002年に「ECカレント」に改名し、上海思多励国際貿易有限公司（通称：上海ストリーム）設立、2005年に思多励貿易(上海)有限公司（通称：ストリーム上海）を設立、2007年に東証マザーズに上場。2014年以降、劉と香港のダイマジン・グローバル代表の佐戸康高が複数の仕手筋を遠隔操作し同社株を吊り上げたことから、2016年に証券取引等監視委員会などによる強制捜査が入り、同年暮れに劉は中国へ逃亡、佐戸は逮捕され執行猶予付き有罪判決を受けた。現代表は市村智樹。
　

## グループ企業
- 株式会社エックスワン - 元はダイエーグループだった。

## かつてのグループ企業
- 株式会社イーベスト
- 株式会社特価COM